# 衛龍
卫龙美味全球控股有限公司（簡稱衛龍食品或卫龙，港交所：09985）是位于中华人民共和国河南省漯河市一家食品生產企業。

## 企业发展

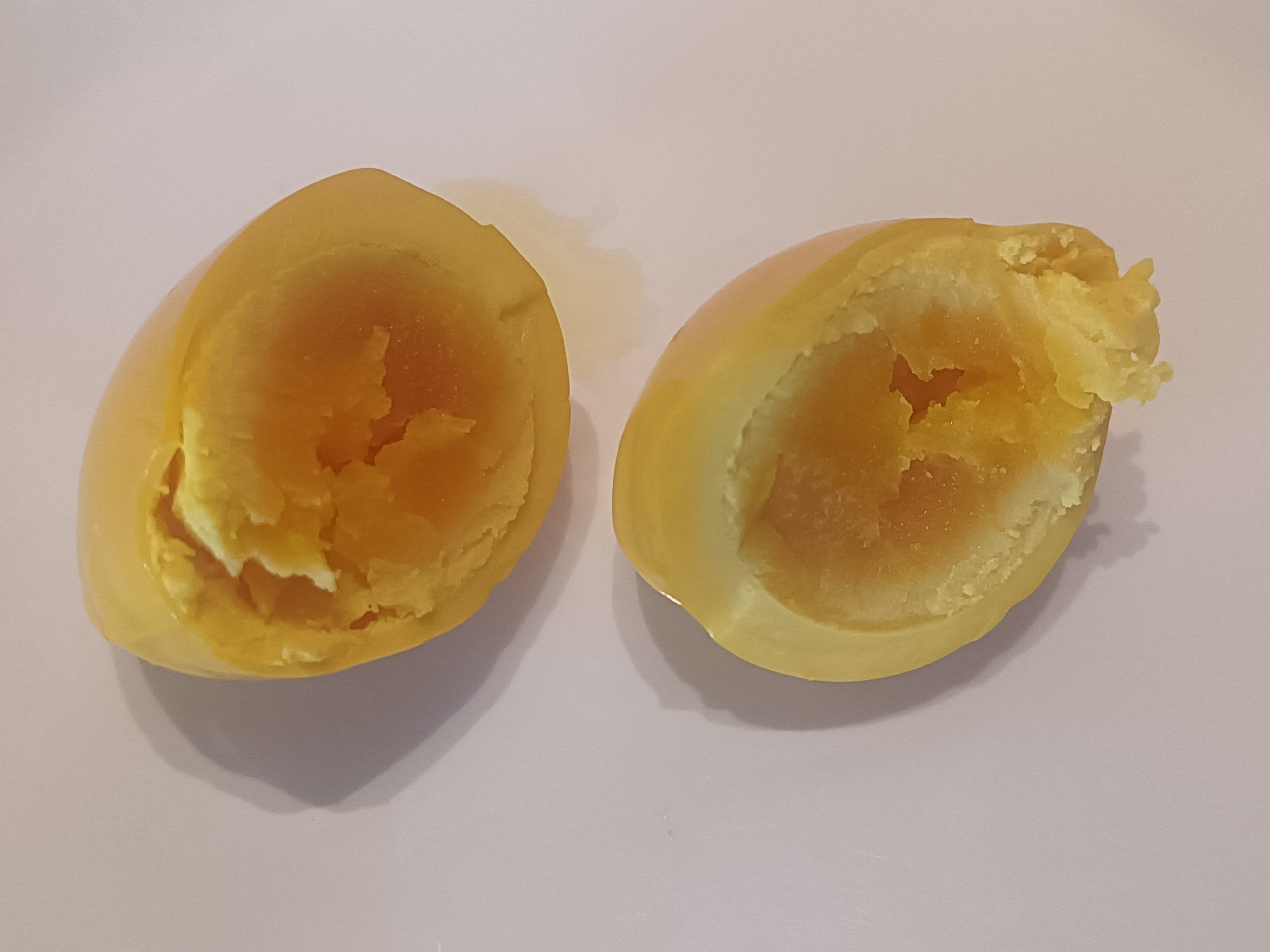
卫龙食品研发的78℃溏心蛋

卫龙公司创始人刘卫平外出务工时，偶然在河南省漯河市品尝到当地小吃“牛筋面”，返乡后尝试与家乡美食“酱干”结合，调制与改进出食品“辣条”并逐渐风靡中国大陆。据统计，2019年辣条行业市场规模651亿元人民币。
1999年刘卫平、刘福友两兄弟创立卫龙公司。2003年注册商标“卫龙Weilong”，開始生產“衛龍辣條”。2004年成立漯河市平平食品有限责任公司。
截至2021年，卫龙公司的辣條产品在其收入中佔比约7成，公司估值700亿元人民币，是中国最大的辣味休闲食品企业。据弗若斯特沙利文数据，按2021年零售额计，卫龙在中国大陆所有辣味休闲食品企业中排名第一，市场份额6.2%，且在调味面制品及辣味休闲蔬菜制品细分品类的市场份额均排名第一。
2022年12月15日，公司在香港交易所主板上市。

## 外部連結
- 官方网站